# Living in the USA
Living in the USA — девятый студийный альбом американской певицы Линды Ронстадт, вышедший в 1978 году. Он достиг миллионного тиража и платинового статуса RIAA и стал 3-м в карьере певицы альбомом, достигшим позиции № 1 в американском хит-параде.

## История
Альбом вышел в сентябре 1978 года на лейблах Asylum Records/Rhino.
Диск стал 6-м для Ронстадт диском с более чем миллионным тиражом. Альбом имел коммерческий успех и тираж в 2 млн копий в США и платиновую сертификацию RIAA. Альбом достиг первого места в американском хит-параде Billboard Top LPs & Tape (в 3-й раз в карьере).

## Отзывы
На момент выхода альбом получил в основном положительные отзывы. Ронстадт сделала кавер-версию своей последней песни Уоррена Зивона для этого альбома («Mohammed’s Radio»). Альбом в основном состоял из материала, который ранее был записан и выпущен другими исполнителями, включая кавер-версии песен, написанных и исполненных ранее Little Feat, Элвисом Пресли и Элвисом Костелло.
В то время кавер Ронстадт на песню Элвиса Костелло «Alison» был раскритикован самим Костелло после того, как он услышал её версию песни, хотя он и признал, что ему «понравились деньги». Ронстадт попросила своё руководство связаться с Костелло и спросить, нет ли у него другого материала, на который она могла бы сделать кавер. В ответ он прислал ей три песни, которые она записала для своего последующего альбома. После выхода альбома Mad Love, продолжения альбома Ронстадт с тремя песнями Костелло, которые она попросила, Костелло снова негативно отозвался о её версиях его песен. В последующие годы Костелло хвалил Ронстадт и извинялся за резкость своих комментариев.

## Список композиций
| №  | Название                       | Автор(ы)                              | Длительность |
| -- | ------------------------------ | ------------------------------------- | ------------ |
| 1. | «Back in the U.S.A.»           | Чак Берри                             | 3:02         |
| 2. | «When I Grow Too Old to Dream» | Оскар Хаммерстайн II, Зигмунд Ромберг | 3:52         |
| 3. | «Just One Look»                | Грегори Кэрролл, Дорис Пейн           | 3:20         |
| 4. | «Alison»                       | Элвис Костелло                        | 3:20         |
| 5. | «White Rhythm & Blues»         | Джей Ди Саутер                        | 4:17         |

| №                   | Название             | Автор(ы)                   | Длительность |
| ------------------- | -------------------- | -------------------------- | ------------ |
| 1.                  | «All That You Dream» | Пол Баррере, Билл Пейн     | 3:43         |
| 2.                  | «Ooh Baby Baby»      | Смоки Робинсон, Уоррен Мур | 3:18         |
| 3.                  | «Mohammed’s Radio»   | Уоррен Зивон               | 4:20         |
| 4.                  | «Blowing Away»       | Эрик Каз                   | 3:15         |
| 5.                  | «Love Me Tender»     | Элвис Пресли, Вера Матсон  | 2:39         |
| Общая длительность: | Общая длительность:  | Общая длительность:        | 35:06        |

## Участники записи
Приведены по сведениям базы данных Discogs, нумерация треков указана по изданию в формате компакт-диска.
| Музыканты: - Линда Ронстадт — вокал, бэк-вокал (в песнях 3, 5, 9) - Дэн Дагмор — электрогитара (в песнях 1, 3, 7), педальная слайд-гитара (в песнях 4−6, 8−9) - Уодди Вахтель — электрогитара (в песнях 1, 3−8), бэк-вокал (в песнях 1, 6, 10), акустическая гитара (в песнях 9, 10) - Дон Гролник — акустическое пианино (в песнях 1, 2, 3, 5, 7, 8, 9), орган (в песнях 5, 10), электрическое пианино (в песнях 4, 5, 6) - Кенни Эдвардс — бас-гитара (в песнях 1, 3−9), бэк-вокал (в песнях 1, 3, 9) - Расс Кункель — ударные (в песнях 1, 3−9), конги (в песнях 5, 9) - Майк Майниери — вибрафон (в песне 2), аранжировки (в песне 2) - Питер Эшер — бэк-вокал (в песне 1), ковбелл (в песнях 3, 9), бубен (в песнях 3, 6, 9), шейкер (в песне 6), бубенцы (в песне 6) - Дэвид Сэнборн — альт-саксофон (в песнях 4, 7) - Пэт Хендерсон — бэк-вокал (в песнях 3, 8) - Шерли Мэтьюз — бэк-вокал (в песнях 3, 8) | Музыканты: - Эндрю Голд — бэк-вокал (в песне 4) - Джим Гилстрап — бэк-вокал (в песне 7) - Джон Леман — бэк-вокал (в песне 7) - Дэвид Лэсли — бэк-вокал (в песне 9) - Арнольд Маккаллер — бэк-вокал (в песне 9) Технический персонал: - Питер Эшер — музыкальный продюсер - Вал Гарай — звукорежиссёр, сведение - Джордж Ибарра — ассистент звукорежиссёра по записи, ассистент звукорежиссёра по микшированию - Ян Майкл Алехандро — техник - Гарольд Джонс — техник - Дуг Сакс — мастеринг-инженер - Джон Кош — арт-директор, дизайнер - Джим Ши — фотограф |

## Позиции в хит-парадах и уровни продаж
Еженедельные чарты:
| Год       | Хит-парад                                  | Высшая позиция | Пребывание в чарте |
| --------- | ------------------------------------------ | -------------- | ------------------ |
| 1978—1979 | Австралия (Kent Music Report)              | 3              | нет данных         |
| 1978—1979 | Великобритания (UK Albums Chart)           | 39             | 2 недели           |
| 1978—1979 | Канада (RPM 100 Albums)                    | 9              | 29 недель          |
| 1978—1979 | Нидерланды (Nationale Hitparade LP Top 50) | 19             | 6 недель           |
| 1978—1979 | Новая Зеландия (RMNZ)                      | 3              | 17 недель          |
| 1978—1979 | США (Billboard Top LPs & Tape)             | 1              | 32 недели          |
| 1978—1979 | США (Billboard Top Country LPs)            | 3              | 28 недель          |
| 1978—1979 | Финляндия (Suomen virallinen lista)        | 27             | 2 недели           |
| 1978—1979 | Франция (SNEP)                             | 19             | 8 недель           |
| 1978—1979 | Швеция (Topplistan)                        | 37             | 2 недели           |
| 1978—1979 | Япония (Oricon)                            | 23             | нет данных         |

| Год  | Хит-парад                           | Позиция |
| ---- | ----------------------------------- | ------- |
| 1978 | Австралия (Australian Albums Chart) | 23      |
| 1978 | Канада (RPM Year-End)               | 79      |
| 1978 | Новая Зеландия (RMNZ)               | 29      |
|      |                                     |         |
| 1979 | США (Billboard Top Albums)          | 41      |

| Регион | Сертификация  | Продажи    |
| --- | ------------- | ---------- |
| Австралия (ARIA) | 2× Платиновый | 140 000^   |
| Великобритания (BPI) | Серебряный    | 60 000^    |
| Гонконг (IFPI Hong Kong)                                                                                                 | Золотой       | 10 000*    |
| Новая Зеландия (RMNZ) | Платиновый    | 15 000^    |
| США (RIAA) | 2× Платиновый | 2 000 000^ |
| Япония (Oricon) | —             | 84 380     |
| * Данные о продажах приведены только на основе сертификации. ^ Данные о тиражах приведены только на основе сертификации. |               |            |